# Crassolaimus conicaudatus
Crassolaimus conicaudatus är en rundmaskart som beskrevs av Kries 1929. Crassolaimus conicaudatus ingår i släktet Crassolaimus och familjen Desmodoridae. Inga underarter finns listade i Catalogue of Life.